# Mercedes Romero Abella
Mercedes Romero Abella (Cee, 27 juny  1907 – Aranga, 19  novembre 1936) va ser una mestra republicana espanyola afusellada pel règim franquista.

## Trajectòria
Filla de Dolores Abella Recamán i Manuel Romero Castro, durant la seva joventut va viure a Corcubión, d'on el seu pare, de professió fotògraf, va ser alcalde. Va iniciar els estudis de Magisteri a La Corunya el 1922 i els va acabar el 1926. Va ser membre del Sindicat Provincial de Mestres de la Unió General de Treballadors (UGT) de La Corunya. El 1931, es va casar amb Francisco Mazariegos Martínez, empleat del Banco Pastor i sindicalista de la UGT, amb el qual va tenir dos fills.
També va ser presidenta de la Federació Espanyola de Treballadors de l'Ensenyament (FETE).
El 1936 exercia de mestra a l'escola del barri de Monelos de la Corunya. Arran del Cop d'estat del 18 de juliol, després de l'assassinat del seu espòs, quan intentava fer gestions per a emigrar cap a Amèrica, va ser detinguda. Violada i torturada, va ser afusellada en el pou de la Castellana (Aranga) el 19 novembre 1936 i enterrada en una fossa comuna a Vilarraso.
El 2022 va rebre un homenatge a la Praciña do olvido de Cee, el seu poble natal.